# Kryptovulkanismus

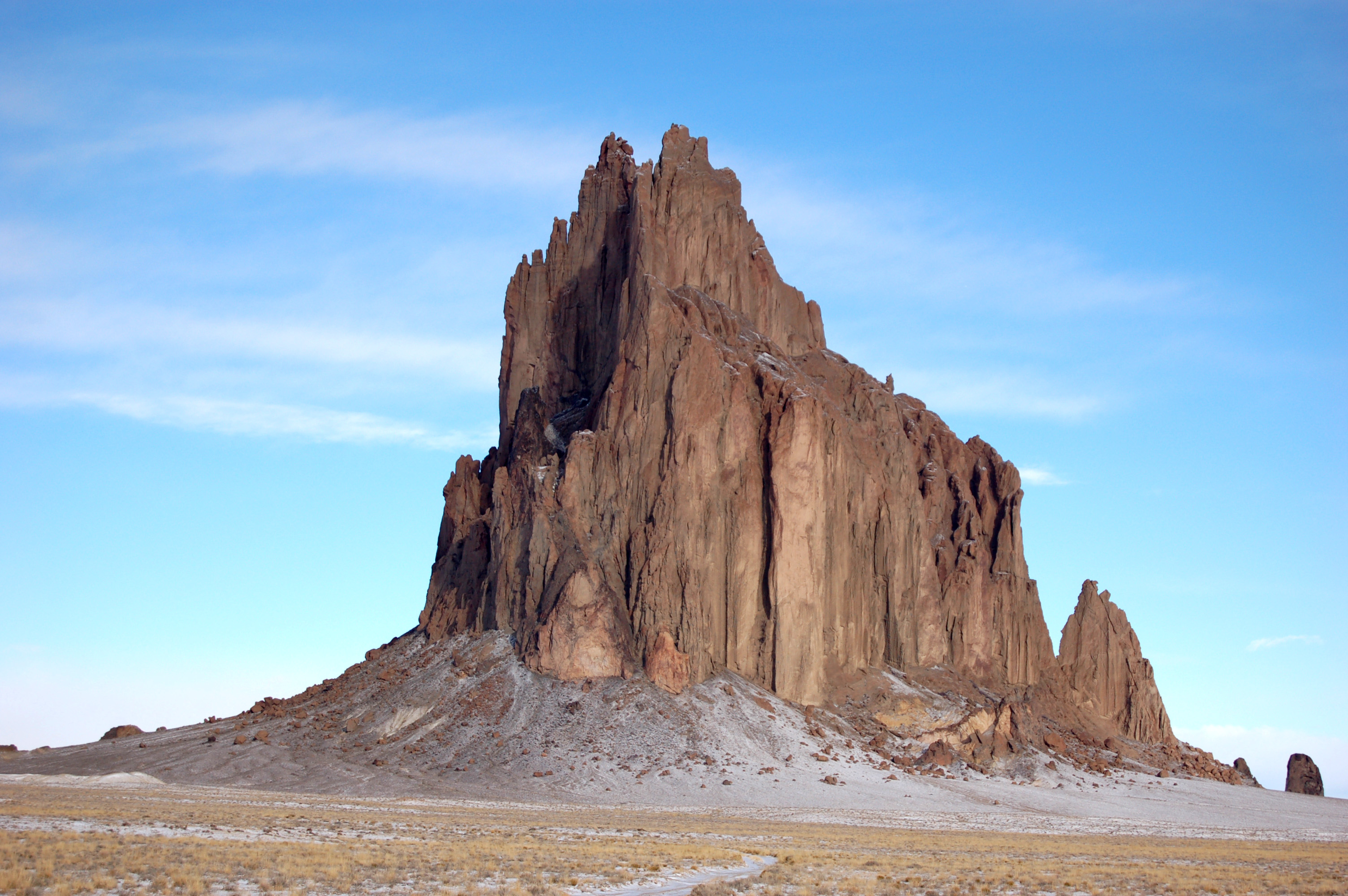
Shiprock, USA, ein Vulkanschlot

Kryptovulkanismus (von altgriechisch κρύπτω krýpto, deutsch ‚verstecken‘), auch Subvulkanismus (von lateinisch sub ‚unter‘) genannt, ist eine Form des Vulkanismus, der sich zwischen dem Oberflächenvulkanismus und dem Tiefenvulkanismus abspielt.
Das aufsteigende Magma erstarrt noch innerhalb der Erdkruste, aber nahe der Erdoberfläche, und bildet dabei vulkanische Gesteine oder bei größerer Erstarrungstiefe durch die längere Abkühlungsdauer Ganggesteine.

## Formen

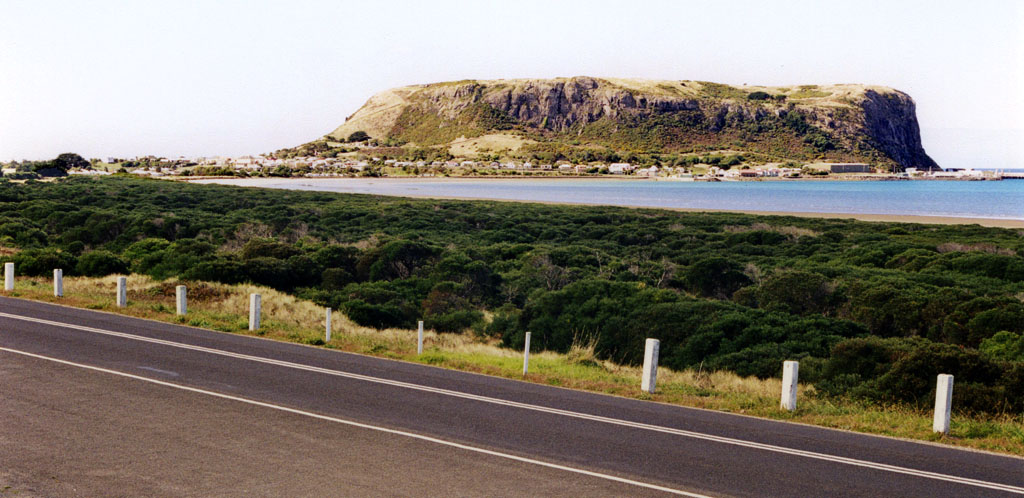
The Nut in Stanley, ein Lakkolith

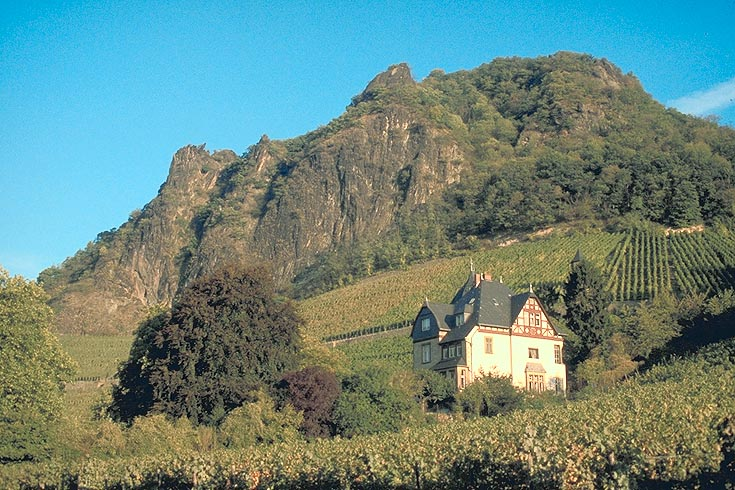
Drachenfels im Siebengebirge, eine Quellkuppe

Beim Aufstieg dringt das Magma durch vorhandene Spalten und Hohlräume der Erdkruste und erweitert diese durch Aufschmelzung oder Verdrängung von Nebengestein. Erreicht es die Erdoberfläche, so kommt es zu Vulkanausbrüchen, und es fließt als Lava aus. In manchen Fällen bleibt das aufdringende Magma jedoch stecken, etwa aufgrund seiner Zähigkeit oder aufgrund eines Zusammenwirkens von Abkühlung und Ausbleiben des Nachschubs. Je nach geologischer Situation entstehen so subvulkanische Intrusivkörper der unterschiedlichsten Formen.
Das Magma kann dabei keulenartig aufdringen und die überlagernden Schichten beulen- oder domartig aufwölben, dann entsteht eine Quellkuppe (siehe unten). Wenn es sich nahe der Erdoberfläche entlang einer Schichtfläche in der Horizontalen über größere Entfernungen ausbreitet, so entsteht ein Lagergang (Sill), der über seine Verbreitung eine etwa gleichbleibende Dicke besitzt. Werden die überlagernden Schichten in einem solchen Fall beulenartig aufgewölbt, so handelt es sich um einen Lakkolith. Falls das Magma spaltenförmig erstarrt, so bildet sich ein Gang, ist es dagegen in der Aufstiegsröhre eines Vulkans erstarrt, wird es als Schlot bezeichnet.
Sichtbar werden diese Strukturen in besonderer Weise, wenn die Deckschicht abgetragen wurde und sie als Härtling stehen bleiben. Einige Beispiele für subvulkanische Formen sind:
- der Shiprock, USA, ein Vulkanschlot
- The Nut, ein Lakkolith bei Stanley (Tasmanien)

Manche Subvulkane zeigen eine Einregelung von tafelförmigen Einsprenglingen, etwa von Feldspat-Kristallen, die sich beim Fließen des noch nicht erstarrten Magmas so anordnen, dass ihre lange Achse in die Fließrichtung zeigt (Fließgefüge). Durch die Abkühlung entsteht in manchen Subvulkanen ein plattiges Absonderungsgefüge parallel zum Außenrand, oder ein Säulengefüge senkrecht dazu. Alle diese Gefügemerkmale können bei schon weitgehend erodierten Subvulkanen dazu dienen, die ehemalige Form des Erstarrungskörpers zu rekonstruieren.
Bei Schloten, deren oberer Teil bereits erodiert wurde, lässt sich oft nicht genau sagen, wie tief der heute aufgeschlossene Schlot ursprünglich unter der Oberfläche lag. In manchen Fällen geben jedoch Bruchstücke von Nebengestein, die in den Schlot gefallen sind und später von dem erstarrten Magma erfasst wurden, einen Anhaltspunkt für die Mindestdicke der ehemaligen Überlagerung.

## Kryptodom
Beim Kryptodom, auch Quellkuppe genannt, bildete das aufsteigende zähflüssige Magma keulen- oder kugelförmige Gesteinskörper innerhalb der weichen Deckschicht (meist aus Tuff), die es zwar domartig aufwölben, nicht aber durchbrechen konnte. Typisch für Quellkuppen sind intermediäre oder felsische vulkanische Gesteine wie Trachyt, Latit, Phonolith oder Rhyolith. Beispiele für solche Quellkuppen sind:
- Drachenfels und Stenzelberg im Siebengebirge
- Hohentwiel und Hohenkrähen im Hegau
- Katzenbuckel im Odenwald

Am Usu, einem Vulkan auf der japanischen Insel Hokkaidō, entstanden in den letzten Jahrhunderten mehrere neue Kryptodome.